# 阿诺 (索恩-卢瓦尔省)
阿诺（法語：Anost，法語發音：[ano]）是法国索恩-卢瓦尔省的一个市镇，属于欧坦区。

## 地理
阿诺（47°4'39"N, 4°5'58"E）面积51.91 平方千米，位于法国勃艮第-弗朗什-孔泰大區索恩-卢瓦尔省，该省份为法国中部省份，北起顺时针与科多尔省、汝拉省、安省、罗讷省、卢瓦尔省、阿列省和涅夫勒省接壤。
与阿诺接壤的市镇（或旧市镇、城区）包括：阿尔勒夫、屈尔河畔日安、拉沃德弗雷图瓦、普朗谢、屈西昂莫尔旺。

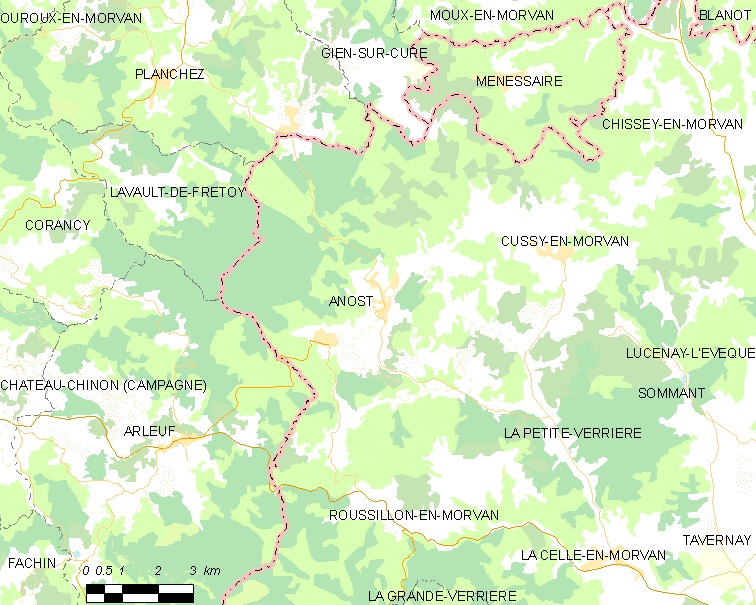
的OSM定位图

阿诺的时区为UTC+01:00、UTC+02:00（夏令时）。

## 行政
阿诺的邮政编码为71550，INSEE市镇编码为71009。

## 政治
阿诺所属的省级选区为欧坦第一县。

## 人口

1962-2008年间人口变化图示

阿诺于2022年1月1日时的人口数量为704人。